# Hosalli, Ron
Hosalli là một làng thuộc tehsil Ron, huyện Gadag, bang Karnataka, Ấn Độ.